# David Strelec
David Strelec, född 4 april 2001, är en slovakisk fotbollsspelare som spelar för Slovan Bratislava. Han representerar även Slovakiens landslag.

## Karriär
Den 1 juli 2018 flyttades Strelec upp till Slovan Bratislava´s seniorlag. Han debuterade i Fortuna Liga den 5 augusti 2018 i en 2-1-match mot Zemplín Michalovce, där han blev inbytt i den 73:e minuten mot Vukan Savićević.